# Симметричная петля
Симметричная петля — это один из методов фидерной оснастки, который вяжут на основной леске. Его можно легко и быстро связать прямо на водоёме. Такая оснастка — очень чувствительная и позволяет избежать перехлёстов лески. Её эффективность — очень высока, за счёт очень простого устройства.

## Изготовление симметричной петли
1. Сложите 45 см лески вдвое.
2. Отмерьте от конца (сложенной лески) 5 см и завяжите узел, чтобы на конце получилась петелька.
3. Оставшуюся леску (40 см), сложенную вдвое, свяжите ещё одним узлом, чтобы получилась большая петля.

## Использование
Симметричную петлю используют на любом из типов водоёмов (реки, каналы, озёра, водохранилища). На большой контур петли цепляют фидерную кормушку, а на маленький контур цепляют поводок с крючком. Такую оснастку используют с одним крючком. Если к ней прицепить более 1-го крючка, то начнутся перехлёсты лески. Чем пассивнее клёв, тем длиннее поводки используют.